# Saison 3 de Downton Abbey
Chronologie
Saison 2 Saison 4
Cet article présente les épisodes de la troisième saison de la série télévisée britannique Downton Abbey.

## Époque
Cette saison s'étend de mars à août 1920.
L'épisode spécial de Noël se situe non à Noël, comme il est de tradition pour les Christmas Special, mais un an après les événements de l'épisode 8, en septembre 1921. Autre nouveauté, l'épisode se déroule pendant les vacances en Écosse de la famille Crawley, tandis que la majeure partie du personnel reste à Downton Abbey, sous l'autorité de M. Carson.
C'est au château d'Inveraray, la propriété ancestrale des ducs d'Argyll, que sont tournées les séquences écossaises, le séjour chez Lady Rose, à Duneagle Castle.

## Distribution de la saison

### Acteurs principaux
- Hugh Bonneville (VF : Patrick Bonnel) : Robert Crawley
- Michelle Dockery (VF : Ingrid Donnadieu) : Mary Crawley
- Dan Stevens (VF : Damien Witecka) : Matthew Crawley
- Jessica Brown Findlay (VF : Karine Foviau) : Sybil Crawley
- Maggie Smith (VF : Mireille Delcroix) : Violet Crawley
- Laura Carmichael (VF : Anneliese Fromont) : Edith Crawley
- Elizabeth McGovern (VF : Odile Cohen) : Cora Crawley
- Penelope Wilton (VF : Sylvie Genty) : Isobel Crawley
- Allen Leech (VF : Yannick Blivet) : Tom Branson
- Jim Carter (VF : Vincent Grass) : Charles Carson
- Brendan Coyle (VF : Pascal Casanova) : John Bates
- Joanne Froggatt (VF : Olivia Luccioni) : Anna Bates
- Siobhan Finneran (VF : Annie Le Youdec) : Sarah O'Brien
- Rob James-Collier (VF : Stéphane Pouplard) : Thomas Barrow
- Kevin Doyle (VF : Jean-François Lescurat) : Joseph Molesley
- Phyllis Logan (VF : Denise Metmer) : Daisy Robinson
- Lesley Nicol (VF : Nicole Favart) : Mme Patmore
- Amy Nuttall (VF : Delphine Rivière) : Ester Parks
- Matt Milne (VF : Taric Méhani) : Alfred Nugent
- Edward Speleers (VF : Benjamin Gasquet) : Jimmy Kent

### Acteurs récurrents
- Cara Theobold (VF : Léopoldine Serre) : Ivy Stuart
- Shirley MacLaine (VF : Évelyne Grandjean) : Martha Levinson
- Lily James (VF : Laetitia Godès) : Rose MacClare
- David Robb (VF : Bernard Alane) : Dr Richard Clarkson
- Robert Bathurst (VF : Jean-Philippe Puymartin) : Anthony Strallan
- Michael Cochrane (VF : Frédéric Cerdal) : Révérend Albert Travis
- Jonathan Coy (VF : Jean-François Laley) : George Murray
- Charles Edwards (VF : Éric Legrand) : Michael Gregson
- Christine Lohr (VF : Sylvia Bergé) : May Bird
- Christine Mackie (VF : Caroline Jacquin) : Daphne Bryant

### Acteurs invités
- Samantha Bond (VF : Anne Kerylen) : Rosamund Painswick
- MyAnna Buring (VF : Delphine Braillon) : Edna Braithwaite
- Paul Copley (VF : Christian Peythieu) : M. Mason
- Peter Egan (VF : Jean-Luc Kayser) : Hugh MacClare
- Bernard Gallagher : Bill Molesley
- Kevin McNally (VF : Bernard Métraux) : Horace Bryant
- Douglas Reith (VF : Bernard Lanneau) : Lord Merton

## Épisodes

### Épisode 1:Mariage à Downton
- Royaume-Uni : 16 septembre 2012 sur ITV1
- France : 6 septembre 2013 sur TMC
- Québec : 1er mars 2014 sur Radio-Canada

- Royaume-Uni : 11,43 millions de téléspectateurs
- France : 711 000 téléspectateurs

- Michael Cochrane : Reverend Travis
- Robert Bathurst : Sir Anthony Strallan
- Jonathan Coy : George Murray

Mars 1920. Toute la famille Crawley se prépare à célébrer le mariage de Lady Mary et de Matthew. Robert apprend une mauvaise nouvelle : la quasi-totalité de la dot de Cora, placée en bourse, a été perdue. Les actions du chemin de fer canadien se sont effondrées. Les jours de Downton sont comptés. La famille Crawley est ruinée.
De son côté, Matthew apprend que le père de Lavinia l'a placé en troisième position sur son testament. Le fils aîné étant mort et le second étant porté disparu, il se pourrait que Matthew touche un important héritage. Rongé par le remords, il pense ne pas mériter cet argent du fait de sa rupture avec Lavinia. Mary n'est pas de cet avis et y voit une occasion de sauver Downton. Elle s'emporte contre Matthew, puis est rassurée par Anna.
La mère de Cora, Martha, arrive à Downton pour le mariage. Elle s'oppose de façon pittoresque à Violet.
La comtesse douairière passe outre l'opposition de son fils et envoie à Sybil et à Tom Branson l'argent pour assister au mariage. Les manières de Branson, sa tenue vestimentaire et ses positions politiques indépendantistes - il est irlandais - provoquent quelques tensions, tout comme sa visite à ses anciens collègues domestiques. Il se ridiculise à un dîner d'apparat. Il est sauvé par le prétendant de lady Edith, sir Anthony Strallan, qui révèle qu'il a été drogué par l'un des convives, et soutenu par Matthew, qui en fait son témoin. Tom sauve le mariage en réconciliant les futurs époux. 
Aux cuisines, Daisy, influencée par Thomas, se met en grève pour montrer son mécontentement à Mme Patmore, qui n'a toujours pas embauché une assistante cuisinière. Mme O'Brien, réussit, en passant par Cora, à faire engager son neveu, Alfred, comme valet de pied. Celui-ci, trop grand et ayant gardé ses manières de serveur de restaurant, attise de nombreux commentaires et commet des erreurs de service.
Anna rend visite à M. Bates en prison pour tenter de le faire sortir. Elle cherche auprès des relations de Véra la preuve du suicide.

### Épisode 2:Un dîner à l'américaine
- Royaume-Uni : 23 septembre 2012 sur ITV1
- France : 6 septembre 2013 sur TMC
- Québec : 8 mars 2014 sur Radio-Canada

- Royaume-Uni : 12,08 millions de téléspectateurs
- France : 700 000 téléspectateurs

- Robert Bathurst : Sir Anthony Strallan

Avril 1920. Lady Mary et Matthew sont de retour de leur lune de miel passée dans le sud de la France.
Matthew évoque avec Robert les problèmes financiers de celui-ci. Il lui révèle qu'il est officiellement l'héritier du père de Lavinia et qu'il ne veut pas posséder l'argent de l'héritage. Malgré sa déception, Robert fait mine de comprendre. 
Isobel s'occupe d'un nouveau projet : aider d'anciennes prostituées. Mary discute avec Violet des solutions pour trouver des fonds, alors que Martha s'éternise à Downton. Elles décident alors, malgré la désapprobation de Cora, de solliciter Martha, lui vantant Downton, afin qu'elle leur lègue une partie de l'héritage de son fils, Harold. Elles organisent ainsi un dîner avec des représentants du comté. Les préparatifs du dîner tournent au désastre, le four tombant en panne. Martha suggère un buffet improvisé dans toute la maison. Les aristocrates invités sont enchantés. Martha rentre en Amérique, tout en refusant d'aider Mary à sauver Downton : elle ne dispose pas du capital.
Quant à Edith, qui invite Anthony Strallan au dîner, elle voit son bonheur coupé court par l'intervention de Robert, qui interdit à Strallan de fréquenter sa fille, en accord avec Violet. Edith, alertée par une lettre, fait une scène à son père et réussit à le faire revenir sur sa décision.  Lors de la réception, Strallan demande Edith en mariage. Ils décident tous deux d'attendre avant de l'annoncer à la famille.
Du côté des domestiques, Thomas voit en Alfred une menace lorsqu'il est promu au service de Matthew. Thomas décide alors de mal le conseiller afin qu'il brûle la veste de soirée de Matthew, celui-ci mettant alors la famille au courant de son « incompétence » et rappelant ainsi M. Molesley à son service. Mme O'Brien, voulant se venger de Thomas, décide de cacher les chemises de Robert, lesquelles doivent lui être remises le soir-même pour une réception importante. Thomas se fait donc réprimander par le Lord. Miss Reed, amoureuse d'Alfred, décide de lui indiquer l'endroit où elles se trouvent, afin qu'il regagne la confiance de la famille.

### Épisode 3:Au pied de l'autel
- Royaume-Uni : 30 septembre 2012 sur ITV1
- France : 6 septembre 2013 sur TMC
- Québec : 15 mars 2014 sur Radio-Canada

- Royaume-Uni : 11,96 millions de téléspectateurs
- France : 700 000 téléspectateurs

- Michael Cochrane : Reverend Travis
- Robert Bathurst : Sir Anthony Strallan

Mai 1920. Le grand jour d'Edith est finalement arrivé. Son bonheur ravit ses sœurs : toutes seront bientôt mariées. Robert cherche des capitaux pour renflouer Downton. Mary et Matthew continuent de se disputer, Matthew refusant encore d'accepter l'héritage du père de Lavinia.
Strallan perçoit l'hostilité de Robert quant à sa différence d'âge avec Edith. Tiraillé de toutes parts et voulant laisser Edith libre, Strallan la quitte finalement devant l'autel, au grand malheur de tous - excepté de Violet, qui pense que c'est la meilleure décision à prendre. Désemparée, Edith pense qu'elle restera une vieille fille toute sa vie et en veut à ses sœurs d'être heureuses.
Mrs Hughes attend avec inquiétude ses résultats médicaux : elle n'a rien de grave. Carson s'en réjouit. Anna avance dans ses investigations pour aider Bates. Mme O'Brien et Thomas sont à couteaux tirés.

### Épisode 4:Le Chemin de la perdition
- Royaume-Uni : 7 octobre 2012 sur ITV1
- France : 13 septembre 2013 sur TMC
- Québec : 22 mars 2014 sur Radio-Canada

- Royaume-Uni : 11,83 millions de téléspectateurs
- France : 694 000 téléspectateurs

- Christine Lohr : Mrs. Bird

Juin 1920. Matthew a investi dans Downton. Il découvre des mauvaises pratiques dans l'exploitation du domaine. Anna se trouve malheureuse et préoccupée car Bates, victime d'une machination dans la prison, ne lui écrit plus. Elle en déduit qu'il veut la quitter et lui rendre sa liberté. Leur courrier, bloqué, se rétablit, au grand soulagement de chacun d'eux.
Mr Carson recrute un nouveau valet, James, qui attire aussitôt tous les regards féminins, avec celui de Thomas. Esther décide, après une nouvelle entrevue avec les Bryant, de leur confier son fils afin qu'il ait une vie meilleure à leurs côtés. Édith propose un article à un grand journal, à la désapprobation quasi générale. Mme Hughes essaie un grille-pain électrique. Daisy monte enfin en grade.

### Épisode 5:Quand le destin frappe
- Royaume-Uni : 14 octobre 2012 sur ITV1
- France : 13 septembre 2013 sur TMC
- Québec : 29 mars 2014 sur Radio-Canada

- Royaume-Uni : 11,93 millions de téléspectateurs
- France : 700 000 téléspectateurs

- Christine Lohr : Mrs. Bird
- Jonathan Coy : George Murray

Sybil est prête à accoucher ; toute la maison attend avec impatience l'arrivée du bébé. Matthew s'inquiète des répercussions des dégâts de sa blessure de guerre sur sa possibilité de procréer. Edith est contactée par un journal pour tenir une de leurs rubriques, ce qui révolte toute la famille, opposée à cette idée. Isobel engage Esther comme femme de chambre chez elle, ce qui rebute Mme Bird qui ne veut pas d'une ancienne prostituée à ses côtés. Isobel la congédie et charge Esther de faire aussi la cuisine.
Daisy est de plus en plus sèche avec Ivy, la nouvelle assistante de cuisine, poussant Alfred, dont elle est amoureuse, à aider celle-ci. Thomas devient entreprenant avec James, le nouveau valet de pied, qui n'apprécie guère. Il demande à Mme O'Brien de le tenir à l'écart de lui, sans faire plus d'allusion.
La plus terrible des tragédies frappe Downton et bouleverse chacun. Lady Sybil accouche d'une petite fille. Puis elle meurt d'une éclampsie qu'avait diagnostiquée le docteur Clarkson avant l'accouchement. Robert avait pris cet avis à la légère, car le comte avait fait venir Sir Philip de Londres, un spécialiste des accouchements qui s'opposait fermement à l'avis du docteur Clarkson. Aristocrates et domestiques sont bouleversés, tant la personnalité de Lady Sybil était appréciée de tous. Cora est furieuse contre Robert, qui culpabilise.

### Épisode 6:L’Insoutenable chagrin
- Royaume-Uni : 21 octobre 2012 sur ITV1
- France : 13 septembre 2013 sur TMC
- Québec : 5 avril 2014 sur Radio-Canada

- Royaume-Uni : 12,06 millions de téléspectateurs
- France : 650 000 téléspectateurs

- Michael Cochrane : Reverend Travis
- Jonathan Coy : George Murray
- Paul Copley : Mr. Mason

Juillet 1920. Cora ne veut plus que Robert l'approche, le tenant pour responsable de la mauvaise décision médicale ayant causé la mort de leur fille Sybil. Violet presse 
le Dr Clarkson, afin qu'il apaise le différend médical et qu'il aide le couple de son fils à surmonter l'épreuve. Tom veut que sa fille soit baptisée dans la foi catholique. Robert s'y oppose. Mary, qui ne veut plus le laisser tout diriger à sa guise, prend la défense de Tom. Violet soutient la proposition de garder Tom et l'enfant à Downton. Matthew envisage de remanier les règles de gestion des biens du domaine, ne trouvant pas celles de Robert assez efficaces. Il découvre que Tom a des connaissances agricoles.
Anna trouve la preuve qui peut innocenter Bates. Celui-ci pourrait compromettre ses chances de liberté à cause de ses relations tendues avec son codétenu, soutenu par un gardien véreux. Alfred manifeste beaucoup d'intérêt pour Ivy. Il s'entraîne pour l'inviter à danser, ce qui contrarie Daisy. James montre son intérêt pour celle-ci. Daisy se voit proposer par M. Mason, le père de son mari mort à la guerre, de diriger la ferme et d'y habiter. Thomas, poursuit ses gestes déplacés envers James, qui n'apprécie pas. Il envisage de le dénoncer.
Esther prépare un déjeuner pour Isobel, qui invite Lady Crawley et ses filles. Elle demande son aide à Mme Patmore et progresse vite. M. Carson, qui s'en rend compte, s'emporte et rapporte l'ancienne situation de prostituée d'Esther à Robert, qui s'empresse d'ordonner aux femmes d'interrompre le repas : en vain ; toutes terminent le déjeuner, qui est un succès. Mary rassure son père et l'incite à évoluer et à écouter les nouvelles idées.
Violet réunit Cora et Robert en présence du Dr Clarkson. Celui-ci apaise Cora, qui pardonne à Robert.

### Épisode 7:Une nouvelle ère
- Royaume-Uni : 28 octobre 2012 sur ITV1
- France : 20 septembre 2013 sur TMC
- Québec : 12 avril 2014 sur Radio-Canada

- Royaume-Uni : 11,82 millions de téléspectateurs
- France : 646 000 téléspectateurs

- Ruairi Conaghan : Kiernan Branson
- Jonathan Coy : George Murray

Août 1920. M. Bates sort enfin de prison, au grand regret de Thomas, qui pourrait perdre son rang de premier valet. Ce dernier suit les conseils malintentionnés de Mme O'Brien concernant James, en lui rendant visite de nuit. Le piège de Mme O'Brien se referme ainsi sur Thomas car Alfred, passant par là, le voit embrasser James, qui explose de colère.
Plus tard, pressé par sa tante d'en toucher un mot à M. Carson, Alfred dénonce ainsi Thomas, qui fait preuve de franchise et admet ses actes, déclarant à Carson que James est "la victime innocente" de toute cette affaire. Il doit quitter Downton. Le retour de Bates lui donne un motif de départ opportun.
Violet informe Isobel qu'elle a demandé à Edith de collecter des offres de travail à Londres pour Esther - afin de lui donner un nouveau départ et de l'éloigner de Downton, qui fait d'elle la cible de ragots et d'humiliations. Malgré l'outrage ressenti par Isobel, celle-ci accepte de mauvaise grâce cet arrangement.
Le journal sollicite de nouveau Edith comme journaliste. Robert tente de l'en dissuader, tandis que Violet l'encourage à accepter. Edith part donc pour Londres, rencontrer le directeur. Elle accepte finalement l'offre. Matthew continue d'affronter Robert pour réduire le gaspillage dans la gestion du domaine, soutenu par Mary et par l'avocat Murray, ce qui provoque la démission du gestionnaire, Jarvis.
Le frère de Tom arrive à Downton pour assister au baptême de la petite Sybil car il est son parrain - et Mary la marraine. Son frère est un rustre et un ivrogne qui préfère manger à la table des domestiques plutôt que de se mêler à la haute société. Il déçoit Tom, contraint de le pousser à honorer l'invitation faite par les Crawley.

### Épisode 8:Secrets et Confidences
- Royaume-Uni : 4 novembre 2012 sur ITV1
- France : 20 septembre 2013 sur TMC
- Québec : 19 avril 2014 sur Radio-Canada

- Royaume-Uni : 12,15 millions de téléspectateurs
- France : 710 000 téléspectateurs

- Edward Baker-Duly : Terence Margadale
- Lily James : Lady Rose MacClare

Le match annuel de cricket à Downton Abbey, avec la participation du village, va avoir lieu. Cette rencontre fait ainsi ressortir le côté compétiteur de Robert dont la famille a été battue l'année précédente. Il s'active pour que les domestiques soient au point et remportent la partie. Matthew souhaite qu'il gagne, pour mieux promouvoir ses idées de réorganisation du domaine. Il voit Downton comme une entreprise.
Tom, ne sachant pas jouer, refuse à Robert de rejoindre son équipe. Matthew et Robert continuent de se disputer quant à la manière d'exploiter les terres. Tom fait comprendre à Robert la volonté de Matthew d'améliorer la gestion. Il souligne l'importance de ses connaissances pour les nouveaux projets. Matthew, Tom, Mary puis Cora poussent Robert à accepter des évolutions. Robert annonce renoncer à diriger Downton. Il atteint son but : Tom accepte de jouer dans son équipe pour le match. Matthew l'entraîne.
La petite-nièce de Violet, Rose MacClare - fille de la nièce de Violet, Susan, Marquise de Flintshire et de son mari, Hugh, Marquis de Flintshire - lui rend visite. Prétextant un cadeau secret pour sa mère, Rose se rend en compagnie d'Edith et de Matthew à Londres ; ils logent chez Lady Rosemund. Son voyage dans la grande ville en révèle beaucoup sur elle : Rose adore boire et faire la fête dans des lieux non conventionnels. Elle a, de surcroît, une relation avec un homme marié. Edith, Matthew et Lady Rosemund les retrouvent ainsi dans un club. Matthew, emportant Rose pour une danse, lui donne l'ordre de ne plus fréquenter son amant et de se tenir tranquille, faute de quoi son comportement sera rapporté à ses parents. 
Violet surprend une conversation entre Edith et Rose - revenues de Londres - et comprend la situation. Elle fait ainsi en sorte que Rose soit envoyée chez sa tante Agatha, que la jeune fille déteste. 
Violet donne à Isobel les propositions d'emplois à Londres reçues pour Esther. L'une des réponses provient d'une femme proche de l'endroit où vivent les Bryant, où le fils d'Esther est maintenant élevé. Grâce à Violet, Mme Bryant demande à Esther d'accepter son offre d'emploi, ainsi elle pourra voir grandir son fils. Heureuse, Esther accepte et remercie Isobel de ce qu'elle a fait pour elle.
Edith a une entrevue avec Gregson, son éditeur ; il flirte avec elle. Sachant qu'il est marié, elle lui demande de cesser. Il l'informe que sa femme est internée dans un hôpital psychiatrique. Ne pouvant divorcer, il veut continuer à voir Edith.
Matthew et Mary se dissimulent des informations relatives à leur fertilité. Mary consulte un médecin spécialiste à Londres. Matthew consulte le même docteur. Ils se croisent dans la salle d'attente.
M. Carson renvoie Thomas, en lui promettant initialement de lui donner de bonnes références. Mme O'Brien, ayant écouté aux portes, manipule James pour qu'il dénonce Thomas à la police. Ne voulant pas de scandale, M. Carson renonce à donner de références à Thomas, si James ne dénonce pas ses agissements. Déboussolé, Thomas se fait surprendre en pleurs par Mme Hughes et lui confie les faits. Elle en fait part à M. Bates - qui veut aider Thomas, ne souhaitant à personne d'aller en prison - et le rapporte à Robert. Ce dernier répond que l'homosexualité de Thomas est connue et qu'il souhaite le garder à Downton pour l'équipe en le nommant sous-majordome. M. Bates, devinant que Mme O'Brien est à l'origine de la dénonciation de James à la police, la fait chanter grâce à une information donnée par Thomas : elle dissuade James de le signaler à la police ; son secret du « savon de la Comtesse » n'est pas divulgué. Mme O'Brien persuade Alfred, cette fois, de prévenir la police.
Le match de cricket a lieu. Alors que Robert félicite Thomas des points d'avance gagnés grâce à lui, James ne digère toujours pas la décision prise. Pour le calmer, Robert lui accorde une promotion, au déplaisir de M. Carson. La police se présente après l'appel téléphonique d'Alfred, cherchant Thomas. Robert parvient à faire changer Alfred d'avis, pour qu'il déclare une erreur. La police s'en va.

### Épisode 9:Un château en Écosse
- Royaume-Uni : 25 décembre 2012 sur ITV1
- France : 13 décembre 2014 sur TMC
- Québec : 26 avril 2014 sur Radio-Canada

- Royaume-Uni : 10,28 millions de téléspectateurs
- France : 448 000 téléspectateurs

- MyAnna Buring : Edna
- Lily James : Lady Rose MacClare

Septembre 1921. Lord Grantham et les siens se rendent dans les Highlands pour des vacances estivales : c'est leur visite annuelle à la branche écossaise de la famille, les Flintshire. Comme tous les ans, ils séjournent à Duneagle Castle, la vaste propriété des parents de Lady Rose, la jeune et turbulente petite nièce de Lady Violet. Après l'accueil chaleureux des Crawley, les tensions qui existent entre les leurs hôtes se manifestent rapidement. Le couple Flintshire se déchire. Il n'y a plus d'argent dans leur famille, faute d'avoir modernisé leur domaine. Robert prend conscience de la chance d'avoir Matthew. Rose va vivre à Downton, à la demande de ses parents, pour échapper à la mauvaise ambiance familiale.
Edith découvre avec surprise que Gregson, son cher patron, passe, comme par hasard, ses vacances dans la région et qu'il n'y est peut-être pas venu seulement pour pêcher. Cela crée des tensions entre Matthew et Mary, qui ne sont pas d'accord quant aux motivations de ce soupirant, déjà marié. Edith est résolue à continuer à le voir.
Mary, enceinte de huit mois, se montre attentive à sa tension, selon les ordres de Matthew, inquiet. 
John et Anna Bates, M. Molesley et Mme O'Brien, en tant que femmes de chambre et valets personnels des Crawley, les accompagnent dans ce déplacement. Tom est resté à Downton Abbey avec sa fille, Sybil. Il n'est pas invité en Écosse.
À Duneagle Castle, O'Brien découvre une âme sœur dans Wilkins - la femme de chambre de Lady Susan, la marquise de Flintshire ; elle tente de lui prendre sa place. À Downton Abbey, le personnel attend avec impatience la grande kermesse annuelle qui approche. Carson se démène pour que chacun reste concentré sur son travail quotidien ; en l'absence des maîtres, la pression est moindre. Une nouvelle domestique, Edna, se joint à la maisonnée, jette son dévolu sur Tom et l'embrasse. Ce dernier dîne avec les domestiques, avec la désapprobation de Carson. Alfred prend conscience de sa vocation de cuisinier. Isobel passe du temps avec le Dr Clarkson ; elle ne souhaite pas se remarier. Mrs Patmore pourrait bien trouver l'amour, auprès d'un nouveau fournisseur. Hélas, Mme Hughes voit son prétendant lutiner de nombreuses femmes.
Lors de la kermesse, James, saoul, tombe dans un guet-apens. Thomas, qui le suivait, lui enjoint de s'enfuir, se fait tabasser et dévaliser par deux malfrats, à la place de James. Ce dernier fait la paix avec Thomas.